# Temporada 2018 de la NFL
La temporada 2018 de la NFL fue la 99.ª edición de la National Football League (NFL), el principal campeonato de fútbol americano de Estados Unidos.

## Calendario
La temporada regular 2018 de la NFL se disputó a lo largo de 17 semanas con un total de 256 partidos comenzando el jueves 6 de septiembre de 2018. Cada equipo disputó 16 partidos y tuvo una fecha libre, enfrentándose dos veces a sus tres rivales de división, una vez a cuatro equipos de otra división intraconferencia, una vez a cuatro equipos de otra división interconferencia, y a otros dos equipos de su conferencia que obtuvieron el mismo puesto en su división en la temporada anterior.
En esta temporada, los partidos interdivisionales se programaron de la siguiente manera:
| Intraconferencia                                                                                              | Interconferencia                                                                                              |
| --- | --- |
| - AFC Este contra AFC Sur - AFC Oeste contra AFC Norte - NFC Este contra NFC Sur - NFC Oeste contra NFC Norte | - AFC Este contra NFC Norte - AFC Norte contra NFC Sur - AFC Sur contra NFC Este - AFC Oeste contra NFC Oeste |

El Reino Unido acogió este año tres partidos. El estadio de Wembley de Londres albergó tres partidos en semanas consecutivas: el Raiders-Seahawks el 14 de octubre, el 21 de octubre el Chargers-Titans y el 28 de octubre el Jaguars-Eagles.
Este año México volvería a tener otro partido. Los Angeles Rams y los Kansas City Chiefs el 19 de noviembre en el estadio Azteca. Pero debido a las malas condiciones del césped el partido se canceló una semana antes, siendo reprogramado en Los Ángeles

## Temporada regular

### Jornadas
- Los horarios corresponden al huso horario de UTC−05:00, R, hora del este de los Estados Unidos.

| Semana 1         | Semana 1 | Semana 1             | Semana 1  | Semana 1             | Semana 1                     |
| Fecha            | Hora     | Local                | Resultado | Visitante            | Estadio                      |
| ---------------- | -------- | -------------------- | --------- | -------------------- | ---------------------------- |
| 6 de septiembre  | 20:30    | Philadelphia Eagles  | 18 - 12   | Atlanta Falcons      | Lincoln Financial Field      |
| 9 de septiembre  | 13:00    | Baltimore Ravens     | 47 - 3    | Buffalo Bills        | M&T Bank Stadium             |
| 9 de septiembre  | 13:00    | Cleveland Browns     | 21 - 21   | Pittsburgh Steelers  | FirstEnergy Stadium          |
| 9 de septiembre  | 13:00    | Indianapolis Colts   | 23 - 34   | Cincinnati Bengals   | Lucas Oil Stadium            |
| 9 de septiembre  | 13:00    | Miami Dolphins       | 27 - 20   | Tennessee Titans     | Hard Rock Stadium            |
| 9 de septiembre  | 13:00    | Minnesota Vikings    | 24 - 16   | San Francisco 49ers  | U.S. Bank Stadium            |
| 9 de septiembre  | 13:00    | New England Patriots | 27 - 20   | Houston Texans       | Gillette Stadium             |
| 9 de septiembre  | 13:00    | New Orleans Saints   | 40 - 48   | Tampa Bay Buccaneers | Mercedes-Benz Superdome      |
| 9 de septiembre  | 13:00    | New York Giants      | 15 - 20   | Jacksonville Jaguars | MetLife Stadium              |
| 9 de septiembre  | 16:05    | Los Angeles Chargers | 28 - 38   | Kansas City Chiefs   | StubHub Center               |
| 9 de septiembre  | 16:25    | Arizona Cardinals    | 6 - 24    | Washington Redskins  | State Farm Stadium           |
| 9 de septiembre  | 16:25    | Carolina Panthers    | 16 - 8    | Dallas Cowboys       | Bank of America Stadium      |
| 9 de septiembre  | 16:25    | Denver Broncos       | 27 - 24   | Seattle Seahawks     | Broncos Stadium at Mile High |
| 9 de septiembre  | 20:20    | Green Bay Packers    | 24 - 23   | Chicago Bears        | Lambeau Field                |
| 10 de septiembre | 19:10    | Detroit Lions        | 17 - 48   | New York Jets        | Ford Field                   |
| 10 de septiembre | 22:20    | Oakland Raiders      | 13 - 33   | Los Angeles Rams     | Oakland-Alameda Coliseum     |

| Semana 2         | Semana 2 | Semana 2             | Semana 2  | Semana 2             | Semana 2                      |
| Fecha            | Hora     | Local                | Resultado | Visitante            | Estadio                       |
| ---------------- | -------- | -------------------- | --------- | -------------------- | ----------------------------- |
| 13 de septiembre | 20:30    | Cincinnati Bengals   | 34 - 23   | Baltimore Ravens     | Paul Brown Stadium            |
| 16 de septiembre | 13:00    | Atlanta Falcons      | 31 - 24   | Carolina Panthers    | Mercedes-Benz Stadium         |
| 16 de septiembre | 13:00    | Buffalo Bills        | 20 - 31   | Los Angeles Chargers | New Era Field                 |
| 16 de septiembre | 13:00    | Green Bay Packers    | 29 - 29   | Minnesota Vikings    | Lambeau Field                 |
| 16 de septiembre | 13:00    | New Orleans Saints   | 21 - 18   | Cleveland Browns     | Mercedes-Benz Superdome       |
| 16 de septiembre | 13:00    | New York Jets        | 12 - 20   | Miami Dolphins       | MetLife Stadium               |
| 16 de septiembre | 13:00    | Pittsburgh Steelers  | 37 - 42   | Kansas City Chiefs   | Heinz Field                   |
| 16 de septiembre | 13:00    | Tampa Bay Buccaneers | 27 - 21   | Philadelphia Eagles  | Raymond James Stadium         |
| 16 de septiembre | 13:00    | Tennessee Titans     | 20 - 17   | Houston Texans       | Nissan Stadium                |
| 16 de septiembre | 13:00    | Washington Redskins  | 9 - 21    | Indianapolis Colts   | FedExField                    |
| 16 de septiembre | 16:05    | Los Angeles Rams     | 34 - 0    | Arizona Cardinals    | Los Angeles Memorial Coliseum |
| 16 de septiembre | 16:05    | San Francisco 49ers  | 30 - 27   | Detroit Lions        | Levi's Stadium                |
| 16 de septiembre | 16:25    | Denver Broncos       | 20 - 19   | Oakland Raiders      | Broncos Stadium at Mile High  |
| 16 de septiembre | 16:25    | Jacksonville Jaguars | 31 - 20   | New England Patriots | EverBank Field                |
| 16 de septiembre | 20:20    | Dallas Cowboys       | 20 - 13   | New York Giants      | AT&T Stadium                  |
| 17 de septiembre | 20:15    | Chicago Bears        | 24 - 17   | Seattle Seahawks     | Soldier Field                 |

| Semana 3         | Semana 3 | Semana 3             | Semana 3  | Semana 3             | Semana 3                      |
| Fecha            | Hora     | Local                | Resultado | Visitante            | Estadio                       |
| ---------------- | -------- | -------------------- | --------- | -------------------- | ----------------------------- |
| 20 de septiembre | 20:30    | Cleveland Browns     | 21 - 17   | New York Jets        | FirstEnergy Stadium           |
| 23 de septiembre | 13:00    | Atlanta Falcons      | 37 - 43   | New Orleans Saints   | Mercedes-Benz Stadium         |
| 23 de septiembre | 13:00    | Baltimore Ravens     | 27 - 14   | Denver Broncos       | M&T Bank Stadium              |
| 23 de septiembre | 13:00    | Carolina Panthers    | 31 - 21   | Cincinnati Bengals   | Bank of America Stadium       |
| 23 de septiembre | 13:00    | Houston Texans       | 22 - 27   | New York Giants      | NRG Stadium                   |
| 23 de septiembre | 13:00    | Jacksonville Jaguars | 6 - 9     | Tennessee Titans     | EverBank Field                |
| 23 de septiembre | 13:00    | Kansas City Chiefs   | 38 - 27   | San Francisco 49ers  | Arrowhead Stadium             |
| 23 de septiembre | 13:00    | Miami Dolphins       | 28 - 20   | Oakland Raiders      | Hard Rock Stadium             |
| 23 de septiembre | 13:00    | Minnesota Vikings    | 6 - 27    | Buffalo Bills        | U.S. Bank Stadium             |
| 23 de septiembre | 13:00    | Philadelphia Eagles  | 20 - 16   | Indianapolis Colts   | Lincoln Financial Field       |
| 23 de septiembre | 13:00    | Washington Redskins  | 31 - 17   | Green Bay Packers    | FedExField                    |
| 23 de septiembre | 16:05    | Los Angeles Rams     | 35 - 23   | Los Angeles Chargers | Los Angeles Memorial Coliseum |
| 23 de septiembre | 16:25    | Arizona Cardinals    | 14 - 16   | Chicago Bears        | State Farm Stadium            |
| 23 de septiembre | 16:25    | Seattle Seahawks     | 24 - 13   | Dallas Cowboys       | CenturyLink Field             |
| 23 de septiembre | 20:20    | Detroit Lions        | 26 - 10   | New England Patriots | Ford Field                    |
| 24 de septiembre | 20:15    | Tampa Bay Buccaneers | 27 - 30   | Pittsburgh Steelers  | Raymond James Stadium         |

| Semana 4                                                     | Semana 4 | Semana 4             | Semana 4  | Semana 4             | Semana 4                      |
| Fecha                                                        | Hora     | Local                | Resultado | Visitante            | Estadio                       |
| ------------------------------------------------------------ | -------- | -------------------- | --------- | -------------------- | ----------------------------- |
| 27 de septiembre                                             | 20:20    | Los Angeles Rams     | 38 - 31   | Minnesota Vikings    | Los Angeles Memorial Coliseum |
| 30 de septiembre                                             | 13:00    | New England Patriots | 38 - 7    | Miami Dolphins       | Gillette Stadium              |
| 30 de septiembre                                             | 13:00    | Tennessee Titans     | 26 - 23   | Philadelphia Eagles  | Nissan Stadium                |
| 30 de septiembre                                             | 13:00    | Atlanta Falcons      | 36 - 37   | Cincinnati Bengals   | Mercedes-Benz Stadium         |
| 30 de septiembre                                             | 13:00    | Chicago Bears        | 48 - 10   | Tampa Bay Buccaneers | Soldier Field                 |
| 30 de septiembre                                             | 13:00    | Dallas Cowboys       | 26 - 24   | Detroit Lions        | AT&T Stadium                  |
| 30 de septiembre                                             | 13:00    | Green Bay Packers    | 22 - 0    | Buffalo Bills        | Lambeau Field                 |
| 30 de septiembre                                             | 13:00    | Indianapolis Colts   | 34 - 37   | Houston Texans       | Lucas Oil Stadium             |
| 30 de septiembre                                             | 13:00    | Jacksonville Jaguars | 31 - 12   | New York Jets        | EverBank Field                |
| 30 de septiembre                                             | 16:05    | Arizona Cardinals    | 17 - 20   | Seattle Seahawks     | State Farm Stadium            |
| 30 de septiembre                                             | 16:05    | Oakland Raiders      | 45 - 42   | Cleveland Browns     | Oakland-Alameda Coliseum      |
| 30 de septiembre                                             | 16:25    | Los Angeles Chargers | 29 - 27   | San Francisco 49ers  | StubHub Center                |
| 30 de septiembre                                             | 16:25    | New York Giants      | 18 - 33   | New Orleans Saints   | MetLife Stadium               |
| 30 de septiembre                                             | 20:20    | Pittsburgh Steelers  | 14 - 26   | Baltimore Ravens     | Heinz Field                   |
| 1 de octubre                                                 | 20:15    | Denver Broncos       | 23 - 27   | Kansas City Chiefs   | Broncos Stadium at Mile High  |
| Semana de descanso: Carolina Panthers y Washington Redskins. |          |                      |           |                      |                               |

| Semana 5                                                  | Semana 5 | Semana 5             | Semana 5  | Semana 5             | Semana 5                |
| Fecha                                                     | Hora     | Local                | Resultado | Visitante            | Estadio                 |
| --------------------------------------------------------- | -------- | -------------------- | --------- | -------------------- | ----------------------- |
| 4 de octubre                                              | 20:30    | New England Patriots | 38 - 24   | Indianapolis Colts   | Gillette Stadium        |
| 7 de octubre                                              | 13:00    | Buffalo Bills        | 13 - 12   | Tennessee Titans     | New Era Field           |
| 7 de octubre                                              | 13:00    | Carolina Panthers    | 33 - 31   | New York Giants      | Bank of America Stadium |
| 7 de octubre                                              | 13:00    | Cincinnati Bengals   | 27 - 17   | Miami Dolphins       | Paul Brown Stadium      |
| 7 de octubre                                              | 13:00    | Cleveland Browns     | 12 - 9    | Baltimore Ravens     | FirstEnergy Stadium     |
| 7 de octubre                                              | 13:00    | Detroit Lions        | 31 - 23   | Green Bay Packers    | Ford Field              |
| 7 de octubre                                              | 13:00    | Kansas City Chiefs   | 30 - 14   | Jacksonville Jaguars | Arrowhead Stadium       |
| 7 de octubre                                              | 13:00    | New York Jets        | 34 - 16   | Denver Broncos       | MetLife Stadium         |
| 7 de octubre                                              | 13:00    | Pittsburgh Steelers  | 41 - 17   | Atlanta Falcons      | Heinz Field             |
| 7 de octubre                                              | 16:05    | Los Angeles Chargers | 26 - 10   | Oakland Raiders      | StubHub Center          |
| 7 de octubre                                              | 16:25    | Philadelphia Eagles  | 21 - 23   | Minnesota Vikings    | Lincoln Financial Field |
| 7 de octubre                                              | 16:25    | San Francisco 49ers  | 18 - 28   | Arizona Cardinals    | Levi's Stadium          |
| 7 de octubre                                              | 16:25    | Seattle Seahawks     | 31 - 33   | Los Angeles Rams     | CenturyLink Field       |
| 7 de octubre                                              | 20:20    | Houston Texans       | 19 - 16   | Dallas Cowboys       | NRG Stadium             |
| 8 de octubre                                              | 20:15    | New Orleans Saints   | 43 - 19   | Washington Redskins  | Mercedes-Benz Superdome |
| Semana de descanso: Chicago Bears y Tampa Bay Buccaneers. |          |                      |           |                      |                         |

| Semana 6                                                | Semana 6 | Semana 6             | Semana 6  | Semana 6             | Semana 6                     |
| Fecha                                                   | Hora     | Local                | Resultado | Visitante            | Estadio                      |
| ------------------------------------------------------- | -------- | -------------------- | --------- | -------------------- | ---------------------------- |
| 11 de octubre                                           | 20:20    | New York Giants      | 13 - 34   | Philadelphia Eagles  | MetLife Stadium              |
| 14 de octubre                                           | 13:00    | Atlanta Falcons      | 34 - 29   | Tampa Bay Buccaneers | Mercedes-Benz Stadium        |
| 14 de octubre                                           | 13:00    | Cincinnati Bengals   | 21 - 28   | Pittsburgh Steelers  | Paul Brown Stadium           |
| 14 de octubre                                           | 13:00    | Cleveland Browns     | 14 - 38   | Los Angeles Chargers | FirstEnergy Stadium          |
| 14 de octubre                                           | 13:00    | Houston Texans       | 20 - 13   | Buffalo Bills        | NRG Stadium                  |
| 14 de octubre                                           | 13:00    | Miami Dolphins       | 31 - 28   | Chicago Bears        | Hard Rock Stadium            |
| 14 de octubre                                           | 13:00    | Minnesota Vikings    | 27 - 17   | Arizona Cardinals    | U.S. Bank Stadium            |
| 14 de octubre                                           | 13:00    | New York Jets        | 42 - 34   | Indianapolis Colts   | MetLife Stadium              |
| 14 de octubre                                           | 13:00    | Oakland Raiders      | 3 - 27    | Seattle Seahawks     | Wembley Stadium              |
| 14 de octubre                                           | 13:00    | Washington Redskins  | 23 - 17   | Carolina Panthers    | FedExField                   |
| 14 de octubre                                           | 16:05    | Denver Broncos       | 20 - 23   | Los Angeles Rams     | Broncos Stadium at Mile High |
| 14 de octubre                                           | 16:25    | Dallas Cowboys       | 40 - 7    | Jacksonville Jaguars | AT&T Stadium                 |
| 14 de octubre                                           | 16:25    | Tennessee Titans     | 0 - 21    | Baltimore Ravens     | Nissan Stadium               |
| 14 de octubre                                           | 20:20    | New England Patriots | 43 - 40   | Kansas City Chiefs   | Gillette Stadium             |
| 15 de octubre                                           | 20:15    | Green Bay Packers    | 33 - 30   | San Francisco 49ers  | Lambeau Field                |
| Semana de descanso: Detroit Lions y New Orleans Saints. |          |                      |           |                      |                              |

| Semana 7                                                                                       | Semana 7 | Semana 7             | Semana 7  | Semana 7             | Semana 7                |
| Fecha                                                                                          | Hora     | Visitante            | Resultado | Local                | Estadio                 |
| ---------------------------------------------------------------------------------------------- | -------- | -------------------- | --------- | -------------------- | ----------------------- |
| 18 de octubre                                                                                  | 20:20    | Arizona Cardinals    | 10 - 45   | Denver Broncos       | State Farm Stadiun      |
| 21 de octubre                                                                                  | 9:30     | Los Angeles Chargers | 20 - 19   | Tennessee Titans     | Wembley Stadium         |
| 21 de octubre                                                                                  | 13:00    | Tampa Bay Buccaneers | 26 - 23   | Cleveland Browns     | Raymond James Stadium   |
| 21 de octubre                                                                                  | 13:00    | Chicago Bears        | 31 - 38   | New England Patriots | Soldier Field           |
| 21 de octubre                                                                                  | 13:00    | Indianapolis Colts   | 37 - 5    | Buffalo Bills        | Lucas Oil Stadium       |
| 21 de octubre                                                                                  | 13:00    | Jacksonville Jaguars | 7 - 20    | Houston Texans       | TIAA Bank Field         |
| 21 de octubre                                                                                  | 13:00    | Philadelphia Eagles  | 17 - 21   | Carolina Panthers    | Lincoln Financial Field |
| 21 de octubre                                                                                  | 13:00    | Miami Dolphins       | 21 - 32   | Detroit Lions        | Hard Rock Stadium       |
| 21 de octubre                                                                                  | 13:00    | New York Jets        | 17 - 37   | Minnesota Vikings    | MetLife Stadium         |
| 21 de octubre                                                                                  | 16:05    | Baltimore Ravens     | 23 - 24   | New Orleans Saints   | M&T Bank Stadium        |
| 21 de octubre                                                                                  | 16:25    | Washington Redskins  | 20 - 17   | Dallas Cowboys       | FedExField              |
| 21 de octubre                                                                                  | 16:25    | San Francisco 49ers  | 10 - 39   | Los Angeles Rams     | Levi's Stadium          |
| 21 de octubre                                                                                  | 20:20    | Kansas City Chiefs   | 45 - 10   | Cincinnati Bengals   | Arrowhead Stadium       |
| 22 de octubre                                                                                  | 20:15    | Atlanta Falcons      | 23 - 20   | New York Giants      | Mercedes-Benz Stadium   |
| Semana de descanso: Green Bay Packers, Oakland Raiders, Pittsburgh Steelers y Seattle Seahawks |          |                      |           |                      |                         |

| Semana 8                                                                                     | Semana 8 | Semana 8             | Semana 8  | Semana 8             | Semana 8                      |
| Fecha                                                                                        | Hora     | Local                | Resultado | Visitante            | Estadio                       |
| -------------------------------------------------------------------------------------------- | -------- | -------------------- | --------- | -------------------- | ----------------------------- |
| 25 de octubre                                                                                | 20:20    | Houston Texans       | 42 - 23   | Miami Dolphins       | NRG Stadium                   |
| 28 de octubre                                                                                | 9:30     | Jacksonville Jaguars | 18 - 24   | Philadelphia Eagles  | Wembley Stadium               |
| 28 de octubre                                                                                | 13:00    | Carolina Panthers    | 36 - 21   | Baltimore Ravens     | Bank of America Stadium       |
| 28 de octubre                                                                                | 13:00    | Chicago Bears        | 24 - 10   | New York Jets        | Soldier Field                 |
| 28 de octubre                                                                                | 13:00    | Cincinnati Bengals   | 37 - 34   | Tampa Bay Buccaneers | Paul Brown Stadium            |
| 28 de octubre                                                                                | 13:00    | Detroit Lions        | 14 - 28   | Seattle Seahawks     | Ford Field                    |
| 28 de octubre                                                                                | 13:00    | Kansas City Chiefs   | 30 - 23   | Denver Broncos       | Arrowhead Stadium             |
| 28 de octubre                                                                                | 13:00    | New York Giants      | 13 - 20   | Washington Redskins  | MetLife Stadium               |
| 28 de octubre                                                                                | 13:00    | Pittsburgh Steelers  | 33 - 18   | Cleveland Browns     | Heinz Field                   |
| 28 de octubre                                                                                | 16:05    | Oakland Raiders      | 28 - 42   | Indianapolis Colts   | Oakland-Alameda Coliseum      |
| 28 de octubre                                                                                | 16:25    | Arizona Cardinals    | 18 - 15   | San Francisco 49ers  | State Farm Stadiun            |
| 28 de octubre                                                                                | 16:25    | Los Angeles Rams     | 29 - 27   | Green Bay Packers    | Los Angeles Memorial Coliseum |
| 28 de octubre                                                                                | 20:20    | Minnesota Vikings    | 20 - 30   | New Orleans Saints   | U.S. Bank Stadium             |
| 29 de octubre                                                                                | 20:15    | Buffalo Bills        | 6 - 25    | New England Patriots | New Era Field                 |
| Semana de descanso: Atlanta Falcons, Dallas Cowboys, Los Angeles Chargers y Tennessee Titans |          |                      |           |                      |                               |

| Semana 9 | Semana 9 | Semana 9             | Semana 9  | Semana 9             | Semana 9                     |
| Fecha | Hora     | Local                | Resultado | Visitante            | Estadio                      |
| --- | -------- | -------------------- | --------- | -------------------- | ---------------------------- |
| 1 de noviembre | 20:20    | San Francisco 49ers  | 34 - 3    | Oakland Raiders      | Levi's Stadium               |
| 4 de noviembre | 13:00    | Baltimore Ravens     | 16 - 23   | Pittsburgh Steelers  | M&T Bank Stadium             |
| 4 de noviembre | 13:00    | Buffalo Bills        | 9 - 41    | Chicago Bears        | New Era Field                |
| 4 de noviembre | 13:00    | Carolina Panthers    | 42 - 28   | Tampa Bay Buccaneers | Bank of America Stadium      |
| 4 de noviembre | 13:00    | Cleveland Browns     | 21 - 37   | Kansas City Chiefs   | FirstEnergy Stadium          |
| 4 de noviembre | 13:00    | Miami Dolphins       | 13 - 6    | New York Jets        | Hard Rock Stadium            |
| 4 de noviembre | 13:00    | Minnesota Vikings    | 24 - 9    | Detroit Lions        | U.S. Bank Stadium            |
| 4 de noviembre | 13:00    | Washington Redskins  | 14 - 38   | Atlanta Falcons      | FedExField                   |
| 4 de noviembre | 16:05    | Denver Broncos       | 17 - 19   | Houston Texans       | Broncos Stadium at Mile High |
| 4 de noviembre | 16:05    | Seattle Seahawks     | 17 - 25   | Los Angeles Chargers | CenturyLink Field            |
| 4 de noviembre | 16:25    | New Orleans Saints   | 45 - 35   | Los Angeles Rams     | Mercedes-Benz Superdome      |
| 4 de noviembre | 20:20    | New England Patriots | 31 - 17   | Green Bay Packers    | Gillette Stadium             |
| 5 de noviembre | 20:15    | Dallas Cowboys       | 14 - 28   | Tennessee Titans     | AT&T Stadium                 |
| Semana de descanso: Arizona Cardinals, Cincinnati Bengals, Indianapolis Colts, Jacksonville Jaguars, New York Giants y Philadelphia Eagles |          |                      |           |                      |                              |

| Semana 10                                                                                | Semana 10 | Semana 10            | Semana 10 | Semana 10            | Semana 10                     |
| Fecha                                                                                    | Hora      | Local                | Resultado | Visitante            | Estadio                       |
| ---------------------------------------------------------------------------------------- | --------- | -------------------- | --------- | -------------------- | ----------------------------- |
| 8 de noviembre                                                                           | 20:20     | Pittsburgh Steelers  | 52 - 21   | Carolina Panthers    | Heinz Field                   |
| 11 de noviembre                                                                          | 13:00     | Cincinnati Bengals   | 14 - 51   | New Orleans Saints   | Paul Brown Stadium            |
| 11 de noviembre                                                                          | 13:00     | Cleveland Browns     | 28 - 16   | Atlanta Falcons      | FirstEnergy Stadium           |
| 11 de noviembre                                                                          | 13:00     | Chicago Bears        | 34 - 22   | Detroit Lions        | Soldier Field                 |
| 11 de noviembre                                                                          | 13:00     | Kansas City Chiefs   | 26 - 14   | Arizona Cardinals    | Arrowhead Stadium             |
| 11 de noviembre                                                                          | 13:00     | Tennessee Titans     | 34 - 10   | New England Patriots | Nissan Stadium                |
| 11 de noviembre                                                                          | 13:00     | Tampa Bay Buccaneers | 3 - 16    | Washington Redskins  | Raymond James Stadium         |
| 11 de noviembre                                                                          | 13:00     | New York Jets        | 10 - 41   | Buffalo Bills        | MetLife Stadium               |
| 11 de noviembre                                                                          | 13:00     | Indianapolis Colts   | 29 - 26   | Jacksonville Jaguars | Lucas Oil Stadium             |
| 11 de noviembre                                                                          | 16:05     | Oakland Raiders      | 6 - 20    | Los Angeles Chargers | Oakland-Alameda Coliseum      |
| 11 de noviembre                                                                          | 16:25     | Los Angeles Rams     | 36 - 31   | Seattle Seahawks     | Los Angeles Memorial Coliseum |
| 11 de noviembre                                                                          | 16:25     | Green Bay Packers    | 31 - 12   | Miami Dolphins       | Lambeau Field                 |
| 11 de noviembre                                                                          | 20:20     | Philadelphia Eagles  | 20 - 27   | Dallas Cowboys       | Lincoln Financial Field       |
| 12 de noviembre                                                                          | 20:15     | San Francisco 49ers  | 23 - 27   | New York Giants      | Levi's Stadium                |
| Semana de descanso: Baltimore Ravens, Denver Broncos, Houston Texans y Minnesota Vikings |           |                      |           |                      |                               |

| Semana 11 | Semana 11 | Semana 11            | Semana 11 | Semana 11            | Semana 11                     |
| Fecha | Hora      | Local                | Resultado | Visitante            | Estadio                       |
| --- | --------- | -------------------- | --------- | -------------------- | ----------------------------- |
| 15 de noviembre | 20:20     | Seattle Seahawks     | 27 - 24   | Green Bay Packers    | CenturyLink Field             |
| 18 de noviembre | 13:00     | Baltimore Ravens     | 24 - 21   | Cincinnati Bengals   | M&T Bank Stadium              |
| 18 de noviembre | 13:00     | Atlanta Falcons      | 19 - 22   | Dallas Cowboys       | Mercedes-Benz Stadium         |
| 18 de noviembre | 13:00     | New York Giants      | 38 - 35   | Tampa Bay Buccaneers | MetLife Stadium               |
| 18 de noviembre | 13:00     | Jacksonville Jaguars | 16 - 20   | Pittsburgh Steelers  | TIAA Bank Field               |
| 18 de noviembre | 13:00     | Washington Redskins  | 21 - 23   | Houston Texans       | FedExField                    |
| 18 de noviembre | 13:00     | Indianapolis Colts   | 38 - 10   | Tennessee Titans     | Lucas Oil Stadium             |
| 18 de noviembre | 13:00     | Detroit Lions        | 20 - 19   | Carolina Panthers    | Ford Field                    |
| 18 de noviembre | 16:05     | Los Angeles Chargers | 22 - 23   | Denver Broncos       | StubHub Center                |
| 18 de noviembre | 16:05     | Arizona Cardinals    | 21 - 23   | Oakland Raiders      | State Farm Stadiun            |
| 18 de noviembre | 16:25     | New Orleans Saints   | 48 - 7    | Philadelphia Eagles  | Mercedes-Benz Superdome       |
| 18 de noviembre | 20:20     | Chicago Bears        | 25 - 20   | Minnesota Vikings    | Soldier Field                 |
| 19 de noviembre | 20:15     | Los Angeles Rams     | 54 - 51   | Kansas City Chiefs   | Los Angeles Memorial Coliseum |
| Semana de descanso: Buffalo Bills, Cleveland Browns, Miami Dolphins, New England Patriots, New York Jets y San Francisco 49ers |           |                      |           |                      |                               |

| Semana 12                                                 | Semana 12 | Semana 12            | Semana 12 | Semana 12            | Semana 12                    |
| Fecha                                                     | Hora      | Local                | Resultado | Visitante            | Estadio                      |
| --------------------------------------------------------- | --------- | -------------------- | --------- | -------------------- | ---------------------------- |
| 22 de noviembre                                           | 12:30     | Detroit Lions        | 16 - 23   | Chicago Bears        | Ford Field                   |
| 22 de noviembre                                           | 16:30     | Dallas Cowboys       | 31 - 23   | Washington Redskins  | AT&T Stadium                 |
| 22 de noviembre                                           | 20:20     | New Orleans Saints   | 31 - 17   | Atlanta Falcons      | Mercedes-Benz Superdome      |
| 25 de noviembre                                           | 13:00     | Cincinnati Bengals   | 20 - 35   | Cleveland Browns     | Paul Brown Stadium           |
| 25 de noviembre                                           | 13:00     | Tampa Bay Buccaneers | 27 - 9    | San Francisco 49ers  | Raymond James Stadium        |
| 25 de noviembre                                           | 13:00     | Buffalo Bills        | 24 - 21   | Jacksonville Jaguars | New Era Field                |
| 25 de noviembre                                           | 13:00     | Baltimore Ravens     | 34 - 17   | Oakland Raiders      | M&T Bank Stadium             |
| 25 de noviembre                                           | 13:00     | Carolina Panthers    | 30 - 27   | Seattle Seahawks     | Bank of America Stadium      |
| 25 de noviembre                                           | 13:00     | New York Jets        | 13 - 27   | New England Patriots | MetLife Stadium              |
| 25 de noviembre                                           | 13:00     | Philadelphia Eagles  | 25 - 22   | New York Giants      | Lincoln Financial Field      |
| 25 de noviembre                                           | 16:05     | Los Angeles Chargers | 45 - 10   | Arizona Cardinals    | StubHub Center               |
| 25 de noviembre                                           | 16:25     | Indianapolis Colts   | 27 - 24   | Miami Dolphins       | Lucas Oil Stadium            |
| 25 de noviembre                                           | 16:25     | Denver Broncos       | 24 - 17   | Pittsburgh Steelers  | Broncos Stadium at Mile High |
| 25 de noviembre                                           | 20:20     | Minnesota Vikings    | 24 - 17   | Green Bay Packers    | U.S. Bank Stadium            |
| 26 de noviembre                                           | 20:15     | Houston Texans       | 34 - 17   | Tennessee Titans     | NRG Stadium                  |
| Semana de descanso: Kansas City Chiefs y Los Angeles Rams |           |                      |           |                      |                              |

| Semana 13       | Semana 13 | Semana 13            | Semana 13 | Semana 13            | Semana 13                |
| Fecha           | Hora      | Local                | Resultado | Visitante            | Estadio                  |
| --------------- | --------- | -------------------- | --------- | -------------------- | ------------------------ |
| 29 de noviembre | 20:20     | Dallas Cowboys       | 13 - 10   | New Orleans Saints   | AT&T Stadium             |
| 2 de diciembre  | 13:00     | Atlanta Falcons      | 16 - 26   | Baltimore Ravens     | Mercedes-Benz Stadium    |
| 2 de diciembre  | 13:00     | Tampa Bay Buccaneers | 24 - 17   | Carolina Panthers    | Raymond James Stadium    |
| 2 de diciembre  | 13:00     | New York Giants      | 30 - 27   | Chicago Bears        | MetLife Stadium          |
| 2 de diciembre  | 13:00     | Miami Dolphins       | 21 - 17   | Buffalo Bills        | Hard Rock Stadium        |
| 2 de diciembre  | 13:00     | Jacksonville Jaguars | 6 - 0     | Indianapolis Colts   | TIAA Bank Field          |
| 2 de diciembre  | 13:00     | Houston Texans       | 29 - 13   | Cleveland Browns     | NRG Stadium              |
| 2 de diciembre  | 13:00     | Cincinnati Bengals   | 10 - 24   | Denver Broncos       | Paul Brown Stadium       |
| 2 de diciembre  | 13:00     | Detroit Lions        | 16 - 30   | Los Angeles Rams     | Ford Field               |
| 2 de diciembre  | 13:00     | Green Bay Packers    | 17 - 20   | Arizona Cardinals    | Lambeau Field            |
| 2 de diciembre  | 16:05     | Oakland Raiders      | 33 - 40   | Kansas City Chiefs   | Oakland-Alameda Coliseum |
| 2 de diciembre  | 16:05     | Tennessee Titans     | 36 - 22   | New York Jets        | Nissan Stadium           |
| 2 de diciembre  | 16:25     | Seattle Seahawks     | 43 - 16   | San Francisco 49ers  | CenturyLink Field        |
| 2 de diciembre  | 16:25     | New England Patriots | 24 - 10   | Minnesota Vikings    | Gillette Stadium         |
| 2 de diciembre  | 20:20     | Pittsburgh Steelers  | 30 - 33   | Los Angeles Chargers | Heinz Field              |
| 3 de diciembre  | 20:15     | Philadelphia Eagles  | 28 - 13   | Washington Redskins  | Lincoln Financial Field  |

| Semana 14       | Semana 14 | Semana 14            | Semana 14 | Semana 14            | Semana 14                |
| Fecha           | Hora      | Local                | Resultado | Visitante            | Estadio                  |
| --------------- | --------- | -------------------- | --------- | -------------------- | ------------------------ |
| 6 de diciembre  | 20:20     | Tennessee Titans     | 30 - 9    | Jacksonville Jaguars | Nissan Stadium           |
| 9 de diciembre  | 13:00     | Buffalo Bills        | 23 - 27   | New York Jets        | New Era Field            |
| 9 de diciembre  | 13:00     | Washington Redskins  | 16 - 40   | New York Giants      | FedExField               |
| 9 de diciembre  | 13:00     | Tampa Bay Buccaneers | 14 - 28   | New Orleans Saints   | Raymond James Stadium    |
| 9 de diciembre  | 13:00     | Miami Dolphins       | 34 - 33   | New England Patriots | Hard Rock Stadium        |
| 9 de diciembre  | 13:00     | Kansas City Chiefs   | 27 - 24   | Baltimore Ravens     | Arrowhead Stadium        |
| 9 de diciembre  | 13:00     | Houston Texans       | 21 - 24   | Indianapolis Colts   | NRG Stadium              |
| 9 de diciembre  | 13:00     | Green Bay Packers    | 34 - 24   | Atlanta Falcons      | Lambeau Field            |
| 9 de diciembre  | 13:00     | Cleveland Browns     | 26 - 20   | Carolina Panthers    | FirstEnergy Stadium      |
| 9 de diciembre  | 16:05     | San Francisco 49ers  | 20 - 14   | Denver Broncos       | Levi's Stadium           |
| 9 de diciembre  | 16:05     | Los Angeles Chargers | 26 - 21   | Cincinnati Bengals   | StubHub Center           |
| 9 de diciembre  | 16:25     | Arizona Cardinals    | 3 - 17    | Detroit Lions        | State Farm Stadiun       |
| 9 de diciembre  | 16:25     | Oakland Raiders      | 24 - 21   | Pittsburgh Steelers  | Oakland-Alameda Coliseum |
| 9 de diciembre  | 16:25     | Dallas Cowboys       | 29 - 23   | Philadelphia Eagles  | AT&T Stadium             |
| 9 de diciembre  | 20:20     | Chicago Bears        | 15 - 6    | Los Angeles Rams     | Soldier Field            |
| 10 de diciembre | 20:15     | Seattle Seahawks     | 21 - 7    | Minnesota Vikings    | CenturyLink Field        |

| Semana 15       | Semana 15 | Semana 15            | Semana 15 | Semana 15            | Semana 15                     |
| Fecha           | Hora      | Local                | Resultado | Visitante            | Estadio                       |
| --------------- | --------- | -------------------- | --------- | -------------------- | ----------------------------- |
| 13 de diciembre | 20:20     | Kansas City Chiefs   | 28 - 29   | Los Angeles Chargers | Arrowhead Stadium             |
| 15 de diciembre | 16:30     | New York Jets        | 22 - 29   | Houston Texans       | MetLife Stadium               |
| 15 de diciembre | 20:20     | Denver Broncos       | 16 - 17   | Cleveland Browns     | Broncos Stadium at Mile High  |
| 16 de diciembre | 13:00     | Chicago Bears        | 24 - 17   | Green Bay Packers    | Soldier Field                 |
| 16 de diciembre | 13:00     | Buffalo Bills        | 14 - 13   | Detroit Lions        | New Era Field                 |
| 16 de diciembre | 13:00     | Baltimore Ravens     | 20 - 12   | Tampa Bay Buccaneers | M&T Bank Stadium              |
| 16 de diciembre | 13:00     | Atlanta Falcons      | 40 - 14   | Arizona Cardinals    | Mercedes-Benz Stadium         |
| 16 de diciembre | 13:00     | Cincinnati Bengals   | 30 - 16   | Oakland Raiders      | Paul Brown Stadium            |
| 16 de diciembre | 13:00     | New York Giants      | 0 - 17    | Tennessee Titans     | MetLife Stadium               |
| 16 de diciembre | 13:00     | Minnesota Vikings    | 41 - 17   | Miami Dolphins       | U.S. Bank Stadium             |
| 16 de diciembre | 13:00     | Jacksonville Jaguars | 13 - 16   | Washington Redskins  | TIAA Bank Field               |
| 16 de diciembre | 13:00     | Indianapolis Colts   | 23 - 0    | Dallas Cowboys       | Lucas Oil Stadium             |
| 16 de diciembre | 16:05     | San Francisco 49ers  | 26 - 23   | Seattle Seahawks     | Levi's Stadium                |
| 16 de diciembre | 16:25     | Pittsburgh Steelers  | 17 - 10   | New England Patriots | Heinz Field                   |
| 16 de diciembre | 20:20     | Los Angeles Rams     | 23 - 30   | Philadelphia Eagles  | Los Angeles Memorial Coliseum |
| 17 de diciembre | 20:15     | Carolina Panthers    | 9 - 12    | New Orleans Saints   | Bank of America Stadium       |

| Semana 16       | Semana 16 | Semana 16            | Semana 16 | Semana 16            | Semana 16                |
| Fecha           | Hora      | Local                | Resultado | Visitante            | Estadio                  |
| --------------- | --------- | -------------------- | --------- | -------------------- | ------------------------ |
| 22 de diciembre | 16:30     | Tennessee Titans     | 25 - 16   | Washington Redskins  | Nissan Stadium           |
| 22 de diciembre | 20:20     | Los Angeles Chargers | 10 - 22   | Baltimore Ravens     | StubHub Center           |
| 23 de diciembre | 13:00     | Cleveland Browns     | 26 - 18   | Cincinnati Bengals   | FirstEnergy Stadium      |
| 23 de diciembre | 13:00     | Dallas Cowboys       | 27 - 20   | Tampa Bay Buccaneers | AT&T Stadium             |
| 23 de diciembre | 13:00     | Detroit Lions        | 9 - 27    | Minnesota Vikings    | Ford Field               |
| 23 de diciembre | 13:00     | New England Patriots | 24 - 12   | Buffalo Bills        | Gillette Stadium         |
| 23 de diciembre | 13:00     | New York Jets        | 38 - 44   | Green Bay Packers    | MetLife Stadium          |
| 23 de diciembre | 13:00     | Philadelphia Eagles  | 32 - 30   | Houston Texans       | Lincoln Financial Field  |
| 23 de diciembre | 13:00     | Carolina Panthers    | 10 - 24   | Atlanta Falcons      | Bank of America Stadium  |
| 23 de diciembre | 13:00     | Indianapolis Colts   | 28 - 27   | New York Giants      | Lucas Oil Stadium        |
| 23 de diciembre | 13:00     | Miami Dolphins       | 7 - 17    | Jacksonville Jaguars | Hard Rock Stadium        |
| 23 de diciembre | 16:05     | Arizona Cardinals    | 9 - 31    | Los Angeles Rams     | State Farm Stadiun       |
| 23 de diciembre | 16:05     | San Francisco 49ers  | 9 - 14    | Chicago Bears        | Levi's Stadium           |
| 23 de diciembre | 16:25     | New Orleans Saints   | 31 - 28   | Pittsburgh Steelers  | Mercedes-Benz Superdome  |
| 23 de diciembre | 20:20     | Seattle Seahawks     | 38 - 31   | Kansas City Chiefs   | CenturyLink Field        |
| 24 de diciembre | 20:15     | Oakland Raiders      | 27 - 14   | Denver Broncos       | Oakland-Alameda Coliseum |

| Semana 17       | Semana 17 | Semana 17            | Semana 17 | Semana 17            | Semana 17                     |
| Fecha           | Hora      | Local                | Resultado | Visitante            | Estadio                       |
| --------------- | --------- | -------------------- | --------- | -------------------- | ----------------------------- |
| 30 de diciembre | 13:00     | Buffalo Bills        | 42 - 17   | Miami Dolphins       | New Era Field                 |
| 30 de diciembre | 13:00     | Tampa Bay Buccaneers | 32 - 34   | Atlanta Falcons      | Raymond James Stadium         |
| 30 de diciembre | 13:00     | New York Giants      | 35 - 36   | Dallas Cowboys       | MetLife Stadium               |
| 30 de diciembre | 13:00     | New Orleans Saints   | 14 - 33   | Carolina Panthers    | Mercedes-Benz Superdome       |
| 30 de diciembre | 13:00     | New England Patriots | 38 - 3    | New York Jets        | Gillette Stadium              |
| 30 de diciembre | 13:00     | Houston Texans       | 20 - 3    | Jacksonville Jaguars | NRG Stadium                   |
| 30 de diciembre | 13:00     | Green Bay Packers    | 0 - 31    | Detroit Lions        | Lambeau Field                 |
| 30 de diciembre | 16:25     | Washington Redskins  | 0 - 24    | Philadelphia Eagles  | FedExField                    |
| 30 de diciembre | 16:25     | Denver Broncos       | 9 - 23    | Los Angeles Chargers | Broncos Stadium at Mile High  |
| 30 de diciembre | 16:25     | Kansas City Chiefs   | 35 - 3    | Oakland Raiders      | Arrowhead Stadium             |
| 30 de diciembre | 16:25     | Minnesota Vikings    | 10 - 24   | Chicago Bears        | U.S. Bank Stadium             |
| 30 de diciembre | 16:25     | Baltimore Ravens     | 26 - 24   | Cleveland Browns     | M&T Bank Stadium              |
| 30 de diciembre | 16:25     | Los Angeles Rams     | 48 - 32   | San Francisco 49ers  | Los Angeles Memorial Coliseum |
| 30 de diciembre | 16:25     | Pittsburgh Steelers  | 16 - 13   | Cincinnati Bengals   | Heinz Field                   |
| 30 de diciembre | 16:25     | Seattle Seahawks     | 27 - 24   | Arizona Cardinals    | CenturyLink Field             |
| 30 de diciembre | 20:20     | Tennessee Titans     | 17 - 33   | Indianapolis Colts   | Nissan Stadium                |

### Clasificación divisional
| AFC Este                | AFC Este | AFC Este | AFC Este | AFC Este | AFC Este | AFC Este | AFC Este | AFC Este |
| Equipo                  | G        | P        | E        | CTE      | DIV      | CONF     | PF       | PC       |
| ----------------------- | -------- | -------- | -------- | -------- | -------- | -------- | -------- | -------- |
| #2 New England Patriots | 11       | 5        | 0        | .688     | 5-1      | 8-4      | 436      | 325      |
| Miami Dolphins          | 7        | 9        | 0        | .438     | 4-2      | 6-6      | 319      | 433      |
| Buffalo Bills           | 6        | 10       | 0        | .375     | 2-4      | 4-8      | 269      | 374      |
| New York Jets           | 4        | 12       | 0        | .250     | 1-5      | 3-9      | 333      | 441      |

| AFC Norte           | AFC Norte | AFC Norte | AFC Norte | AFC Norte | AFC Norte | AFC Norte | AFC Norte | AFC Norte |
| Equipo              | G         | P         | E         | CTE       | DIV       | CONF      | PF        | PC        |
| ------------------- | --------- | --------- | --------- | --------- | --------- | --------- | --------- | --------- |
| #4 Baltimore Ravens | 10        | 6         | 0         | .625      | 3-3       | 8-4       | 389       | 287       |
| Pittsburgh Steelers | 9         | 6         | 1         | .594      | 4-1-1     | 6-5-1     | 428       | 360       |
| Cleveland Browns    | 7         | 8         | 1         | .459      | 3-2-1     | 5-6-1     | 359       | 392       |
| Cincinnati Bengals  | 6         | 10        | 0         | .375      | 1-5       | 4-8       | 368       | 455       |

| AFC Sur               | AFC Sur | AFC Sur | AFC Sur | AFC Sur | AFC Sur | AFC Sur | AFC Sur | AFC Sur |
| Equipo                | G       | P       | E       | CTE     | DIV     | CONF    | PF      | PC      |
| --------------------- | ------- | ------- | ------- | ------- | ------- | ------- | ------- | ------- |
| #3 Houston Texans     | 11      | 5       | 0       | .688    | 4-2     | 9-3     | 402     | 316     |
| #6 Indianapolis Colts | 10      | 6       | 0       | .625    | 4-2     | 7-5     | 433     | 344     |
| Tennessee Titans      | 9       | 7       | 0       | .563    | 3-3     | 5-7     | 310     | 303     |
| Jacksonville Jaguars  | 5       | 11      | 0       | .313    | 1-5     | 4-8     | 245     | 316     |

| AFC Oeste               | AFC Oeste | AFC Oeste | AFC Oeste | AFC Oeste | AFC Oeste | AFC Oeste | AFC Oeste | AFC Oeste |
| Equipo                  | G         | P         | E         | CTE       | DIV       | CONF      | PF        | PC        |
| ----------------------- | --------- | --------- | --------- | --------- | --------- | --------- | --------- | --------- |
| #1 Kansas City Chiefs   | 12        | 4         | 0         | .750      | 5-1       | 10-2      | 565       | 421       |
| #5 Los Angeles Chargers | 12        | 4         | 0         | .750      | 4-2       | 9-3       | 428       | 329       |
| Denver Broncos          | 6         | 10        | 0         | .375      | 2-4       | 4-8       | 329       | 349       |
| Oakland Raiders         | 4         | 12        | 0         | .250      | 1-5       | 3-9       | 290       | 467       |

| NFC Este               | NFC Este | NFC Este | NFC Este | NFC Este | NFC Este | NFC Este | NFC Este | NFC Este |
| Equipo                 | G        | P        | E        | CTE      | DIV      | CONF     | PF       | PC       |
| ---------------------- | -------- | -------- | -------- | -------- | -------- | -------- | -------- | -------- |
| #4 Dallas Cowboys      | 10       | 6        | 0        | .625     | 5-1      | 9-3      | 339      | 324      |
| #6 Philadelphia Eagles | 9        | 7        | 0        | .562     | 4-2      | 6-6      | 367      | 348      |
| Washington Redskins    | 7        | 9        | 0        | .437     | 2-4      | 6-6      | 281      | 359      |
| New York Giants        | 5        | 11       | 0        | .313     | 1-5      | 4-8      | 369      | 412      |

| NFC Norte         | NFC Norte | NFC Norte | NFC Norte | NFC Norte | NFC Norte | NFC Norte | NFC Norte | NFC Norte |
| Equipo            | G         | P         | E         | CTE       | DIV       | CONF      | PF        | PC        |
| ----------------- | --------- | --------- | --------- | --------- | --------- | --------- | --------- | --------- |
| #3 Chicago Bears  | 12        | 4         | 0         | .750      | 5-1       | 10-2      | 397       | 273       |
| Minnesota Vikings | 8         | 7         | 1         | .533      | 3-2-1     | 6-5-1     | 350       | 317       |
| Green Bay Packers | 6         | 9         | 1         | .406      | 1-4-1     | 3-8-1     | 376       | 400       |
| Detroit Lions     | 6         | 10        | 0         | .375      | 2-4       | 4-8       | 324       | 360       |

| NFC Sur               | NFC Sur | NFC Sur | NFC Sur | NFC Sur | NFC Sur | NFC Sur | NFC Sur | NFC Sur |
| Equipo                | G       | P       | E       | CTE     | DIV     | CONF    | PF      | PC      |
| --------------------- | ------- | ------- | ------- | ------- | ------- | ------- | ------- | ------- |
| #1 New Orleans Saints | 13      | 3       | 0       | .813    | 4-2     | 9-3     | 504     | 353     |
| Atlanta Falcons       | 7       | 9       | 0       | .438    | 4-2     | 7-5     | 414     | 423     |
| Carolina Panthers     | 7       | 9       | 0       | .438    | 2-4     | 5-7     | 376     | 382     |
| Tampa Bay Buccaneers  | 5       | 11      | 0       | .313    | 2-4     | 4-8     | 396     | 464     |

| NFC Oeste           | NFC Oeste | NFC Oeste | NFC Oeste | NFC Oeste | NFC Oeste | NFC Oeste | NFC Oeste | NFC Oeste |
| Equipo              | G         | P         | E         | CTE       | DIV       | CONF      | PF        | PC        |
| ------------------- | --------- | --------- | --------- | --------- | --------- | --------- | --------- | --------- |
| #2 Los Angeles Rams | 13        | 3         | 0         | .800      | 6-0       | 9-3       | 527       | 384       |
| #5 Seattle Seahawks | 10        | 6         | 0         | .600      | 3-3       | 8-4       | 428       | 347       |
| San Francisco 49ers | 4         | 12        | 0         | .250      | 1-6       | 2-10      | 342       | 435       |
| Arizona Cardinals   | 3         | 13        | 0         | .200      | 2-4       | 3-9       | 225       | 425       |

     Campeón de división.
     Clasificado para Wild Cards.
     Eliminado de playoffs.

### Clasificación por conferencias
| Conferencia Americana (AFC) | Conferencia Americana (AFC) | Conferencia Americana (AFC) | Conferencia Americana (AFC) | Conferencia Americana (AFC) | Conferencia Americana (AFC) | Conferencia Americana (AFC) | Conferencia Americana (AFC) | Conferencia Americana (AFC) |
| # | Equipo                      | División                    | G                           | P                           | E                           | CTE                         | DIV                         | CONF                        |
| --- | --------------------------- | --------------------------- | --------------------------- | --------------------------- | --------------------------- | --------------------------- | --------------------------- | --------------------------- |
| 1[a] | Kansas City Chiefs *        | Oeste                       | 12                          | 4                           | 0                           | .750                        | 5-1                         | 10-2                        |
| 2[b] | New England Patriots z      | Este                        | 11                          | 5                           | 0                           | .688                        | 5-1                         | 8-4                         |
| 3[b] | Houston Texans y            | Sur                         | 11                          | 5                           | 0                           | .688                        | 4-2                         | 9-3                         |
| 4 | Baltimore Ravens y          | Norte                       | 10                          | 6                           | 0                           | .625                        | 3-3                         | 8-4                         |
| ↑ Campeones de división ↑ |                             |                             |                             |                             |                             |                             |                             |                             |
| 5[a] | Los Angeles Chargers        | Oeste                       | 12                          | 4                           | 0                           | .750                        | 4-2                         | 9-3                         |
| 6 | Indianapolis Colts          | Sur                         | 10                          | 6                           | 0                           | .625                        | 4-2                         | 7-5                         |
| ↑ Wild Cards ↑ |                             |                             |                             |                             |                             |                             |                             |                             |
| 7 | Pittsburgh Steelers         | Norte                       | 9                           | 6                           | 1                           | .594                        | 4-1-1                       | 6-5-1                       |
| 8 | Tennessee Titans            | Sur                         | 9                           | 7                           | 0                           | .563                        | 3-3                         | 5-7                         |
| 9 | Cleveland Browns            | Norte                       | 7                           | 8                           | 1                           | .469                        | 3-2-1                       | 5-6-1                       |
| 10 | Miami Dolphins              | Este                        | 7                           | 9                           | 0                           | .438                        | 4-2                         | 6-6                         |
| 11[c] | Denver Broncos              | Oeste                       | 6                           | 10                          | 0                           | .375                        | 2-4                         | 4-8                         |
| 12[c] | Cincinnati Bengals          | Norte                       | 6                           | 10                          | 0                           | .375                        | 1-5                         | 4-8                         |
| 13[c] | Buffalo Bills               | Este                        | 6                           | 10                          | 0                           | .375                        | 2-4                         | 4-8                         |
| 14[e] | Jacksonville Jaguars        | Sur                         | 5                           | 11                          | 0                           | .313                        | 1-5                         | 4-8                         |
| 15[d] | New York Jets               | Este                        | 4                           | 12                          | 0                           | .250                        | 1-5                         | 3-9                         |
| 16[d] | Oakland Raiders             | Oeste                       | 4                           | 12                          | 0                           | .250                        | 1-5                         | 3-9                         |
| Desempates |                             |                             |                             |                             |                             |                             |                             |                             |
| [a] Kansas City desempata sobre Los Angeles por tener mejor resultado de división. [b] New England gana el cara a cara contra Houston [c] Denver gana sobre Cincinnati y Buffalo debido al "strength of victory". Cincinnati gana sobre Buffalo por tener mejor record frente a rivales en común. [d] New York gana sobre Oakland debido al "strength of victory". |                             |                             |                             |                             |                             |                             |                             |                             |

| Conferencia Nacional (NFC) | Conferencia Nacional (NFC) | Conferencia Nacional (NFC) | Conferencia Nacional (NFC) | Conferencia Nacional (NFC) | Conferencia Nacional (NFC) | Conferencia Nacional (NFC) | Conferencia Nacional (NFC) | Conferencia Nacional (NFC) |
| # | Equipo                     | División                   | G                          | P                          | E                          | CTE                        | DIV                        | CONF                       |
| --- | -------------------------- | -------------------------- | -------------------------- | -------------------------- | -------------------------- | -------------------------- | -------------------------- | -------------------------- |
| 1[a] | New Orleans Saints *       | Sur                        | 13                         | 3                          | 0                          | .813                       | 4-2                        | 9-3                        |
| 2[a] | Los Angeles Rams z         | Oeste                      | 13                         | 3                          | 0                          | .813                       | 6-0                        | 9-3                        |
| 3 | Chicago Bears y            | Norte                      | 12                         | 4                          | 0                          | .750                       | 5-1                        | 10-2                       |
| 4 | Dallas Cowboys y           | Este                       | 10                         | 6                          | 0                          | .625                       | 5-1                        | 9-3                        |
| ↑ Campeones de división ↑ |                            |                            |                            |                            |                            |                            |                            |                            |
| 5 | Seattle Seahawks           | Oeste                      | 10                         | 6                          | 0                          | .625                       | 3-3                        | 8-4                        |
| 6 | Philadelphia Eagles        | Este                       | 9                          | 7                          | 0                          | .563                       | 4-2                        | 6-6                        |
| ↑ Wild Cards ↑ |                            |                            |                            |                            |                            |                            |                            |                            |
| 7 | Minnesota Vikings          | Norte                      | 8                          | 7                          | 1                          | .531                       | 3-2-1                      | 6-5-1                      |
| 8[b] | Atlanta Falcons            | Sur                        | 7                          | 9                          | 0                          | .438                       | 4-2                        | 7-5                        |
| 9[b] | Washington Redskins        | Este                       | 7                          | 9                          | 0                          | .438                       | 2-4                        | 6-6                        |
| 10[b] | Carolina Panthers          | Sur                        | 7                          | 9                          | 0                          | .438                       | 2-4                        | 5-7                        |
| 11 | Green Bay Packers          | Norte                      | 6                          | 9                          | 1                          | .406                       | 1-4-1                      | 3-8-1                      |
| 12 | Detroit Lions              | Norte                      | 6                          | 10                         | 0                          | .375                       | 2-4                        | 4-8                        |
| 13[c] | New York Giants            | Este                       | 5                          | 11                         | 0                          | .313                       | 1-5                        | 4-8                        |
| 14[c] | Tampa Bay Buccaneers       | Sur                        | 5                          | 11                         | 0                          | .313                       | 2-4                        | 4-8                        |
| 15 | San Francisco 49ers        | Oeste                      | 4                          | 12                         | 0                          | .250                       | 1-5                        | 2-10                       |
| 16 | Arizona Cardinals          | Oeste                      | 3                          | 13                         | 0                          | .188                       | 2-4                        | 3-9                        |
| Desempates |                            |                            |                            |                            |                            |                            |                            |                            |
| [a] New Orleans gana el cara a cara contra Los Angeles. [b] Atlanta gana el cara a cara contra Washington y Carolina. Washington gana el cara a cara contra Carolina. [c] New York gana el cara a cara contra Tampa Bay. |                            |                            |                            |                            |                            |                            |                            |                            |

 #  Nº de clasificado por conferencia.

 *  Campeón de división, bye y ventaja de campo.
 z  Campeón de división y bye.

 y  Campeón de división.
    Wild Card.

     No clasificado para los playoffs.

## Postemporada
Después de la temporada regular, se abre la fase final o de postemporada (playoffs) a la que clasifican doce equipos, 6 por cada conferencia, según los siguientes niveles:
- A) En un lado estarán los equipos de la Conferencia Americana y en el otro los de la Conferencia Nacional;
- B) los 4 campeones de división en cada conferencia;
- C) los 2 equipos en cada conferencia, que sin ser campeones de división, obtuvieron mejor récord (Wild Cards).

Los equipos clasificados a los playoffs en cada conferencia se agrupan, del 1 al 6, de acuerdo a su porcentaje de partidos ganados, perdidos y empatados en la temporada regular. Aquel con el mejor registro es clasificado con el número 1 y así sucesivamente hasta el 6. Luego se agrupan de la siguiente forma:
- A) Los 2 mejores equipos, campeones de división, de cada conferencia (clasificados 1 y 2). Estos equipos no juegan en la primera ronda de playoffs, llamada "Wild Cards".
- B) Los equipos clasificados del 3 y 4, son los dos peores campeones de división de cada conferencia. Estos equipos jugaran la ronda de "Wild Cards"
- C) Los equipos clasificados del 5 y 6, serán los que obtuvieron el mejor record sin ser campeones de división, aunque tengan mejor record que un campeón de otra división. Estos equipos jugaran la ronda de "Wild Cards"

Los playoffs se disputan en cuatro rondas:
1. En la primera ronda, llamada Wildcard, se enfrentan entre sí los equipos de cada conferencia (Nacional y Americana). Los equipos clasificados con el número 3 se enfrentarán contra los equipos clasificados con el número 6 y los equipos clasificados con el número 4 se enfrentarán a los equipos clasificados con el número 5. Los equipos con mejor registro son locales.
2. En la segunda ronda, llamada Divisionales, se enfrentan los cuatro ganadores de la primera ronda, contra los clasificados 1 y 2 (nivel A), siempre dentro de cada conferencia. Debiendo enfrentarse los equipos de peor registro contra los de mejor registro (clasificados números 1). Los equipos con mejor registro son locales.
3. En la tercera ronda, las Finales de Conferencia, se enfrentan entre sí los dos equipos de cada conferencia ganadores de la ronda anterior.
4. En la cuarta ronda, la Super Bowl, se enfrentan los dos campeones de conferencia.

En caso de empate, la NFL ha establecido una serie de complejas reglas de desempate, en la que el criterio más importante es el resultado entre los dos equipos empatados durante la temporada regular (si lo hubiera).
| #  | AFC                  | AFC               | NFC                 | NFC               |
| -- | -------------------- | ----------------- | ------------------- | ----------------- |
| 1º | Kansas City Chiefs   | Campeón del Oeste | New Orleans Saints  | Campeón del Sur   |
| 2º | New England Patriots | Campeón del Este  | Los Angeles Rams    | Campeón del Oeste |
| 3º | Houston Texans       | Campeón del Sur   | Chicago Bears       | Campeón del Norte |
| 4º | Baltimore Ravens     | Campeón del Norte | Dallas Cowboys      | Campeón del Este  |
| 5º | Los Angeles Chargers | Wild Card         | Seattle Seahawks    | Wild Card         |
| 6º | Indianapolis Colts   | Wild Card         | Philadelphia Eagles | Wild Card         |

### Cuadro
|  | Ronda Wild Card                     | Ronda Wild Card                     | Ronda Wild Card                     |   |                      | Ronda divisional                     | Ronda divisional                                  | Ronda divisional                     |                                             |                                             | Finales de conferencia                      | Finales de conferencia | Finales de conferencia |  |  | Super Bowl | Super Bowl | Super Bowl |
|  |                                     |                                     |                                     |   |                      |                                      |                                                   |                                      |                                             |                                             |                                             |                        |                        |  |  |            |            |            |
|  | 6 de enero - 13:05 M&T Bank Stadium | 6 de enero - 13:05 M&T Bank Stadium | 6 de enero - 13:05 M&T Bank Stadium |   |                      | 13 de enero - 13:05 Gillette Stadium | 13 de enero - 13:05 Gillette Stadium              | 13 de enero - 13:05 Gillette Stadium |                                             |                                             |                                             |                        |                        |  |  |            |            |            |
|  | 6 de enero - 13:05 M&T Bank Stadium | 6 de enero - 13:05 M&T Bank Stadium | 6 de enero - 13:05 M&T Bank Stadium |   |                      | 13 de enero - 13:05 Gillette Stadium | 13 de enero - 13:05 Gillette Stadium              | 13 de enero - 13:05 Gillette Stadium |                                             |                                             |                                             |                        |                        |  |  |            |            |            |
|  | 6 de enero - 13:05 M&T Bank Stadium | 6 de enero - 13:05 M&T Bank Stadium | 6 de enero - 13:05 M&T Bank Stadium |   |                      | 13 de enero - 13:05 Gillette Stadium | 13 de enero - 13:05 Gillette Stadium              | 13 de enero - 13:05 Gillette Stadium |                                             |                                             |                                             |                        |                        |  |  |            |            |            |
|  | 6 de enero - 13:05 M&T Bank Stadium | 6 de enero - 13:05 M&T Bank Stadium | 6 de enero - 13:05 M&T Bank Stadium |   |                      | 13 de enero - 13:05 Gillette Stadium | 13 de enero - 13:05 Gillette Stadium              | 13 de enero - 13:05 Gillette Stadium |                                             |                                             |                                             |                        |                        |  |  |            |            |            |
|  | 5                                   | Los Angeles Chargers                | 23                                  |   |                      | 13 de enero - 13:05 Gillette Stadium | 13 de enero - 13:05 Gillette Stadium              | 13 de enero - 13:05 Gillette Stadium |                                             |                                             |                                             |                        |                        |  |  |            |            |            |
|  | 5                                   | Los Angeles Chargers                | 23                                  | 5 | Los Angeles Chargers | 28                                   |                                                   |                                      |                                             |                                             |                                             |                        |                        |  |  |            |            |            |
|  | 4                                   | Baltimore Ravens                    | 17                                  | 5 | Los Angeles Chargers | 28                                   |                                                   |                                      | 20 de enero - 18:40 Arrowhead Stadium       | 20 de enero - 18:40 Arrowhead Stadium       | 20 de enero - 18:40 Arrowhead Stadium       |                        |                        |  |  |            |            |            |
|  | 4                                   | Baltimore Ravens                    | 17                                  | 2 | New England Patriots | 41                                   |                                                   |                                      | 20 de enero - 18:40 Arrowhead Stadium       | 20 de enero - 18:40 Arrowhead Stadium       | 20 de enero - 18:40 Arrowhead Stadium       |                        |                        |  |  |            |            |            |
|  |                                     |                                     |                                     | 2 | New England Patriots | 41                                   |                                                   |                                      | 20 de enero - 18:40 Arrowhead Stadium       | 20 de enero - 18:40 Arrowhead Stadium       | 20 de enero - 18:40 Arrowhead Stadium       |                        |                        |  |  |            |            |            |
|  |                                     |                                     |                                     |   |                      |                                      |                                                   |                                      | 20 de enero - 18:40 Arrowhead Stadium       | 20 de enero - 18:40 Arrowhead Stadium       | 20 de enero - 18:40 Arrowhead Stadium       |                        |                        |  |  |            |            |            |
|  | 5 de enero - 16:35 NRG Stadium      | 5 de enero - 16:35 NRG Stadium      | 5 de enero - 16:35 NRG Stadium      | 2 | New England Patriots | 37                                   |                                                   |                                      |                                             |                                             |                                             |                        |                        |  |  |            |            |            |
|  | 5 de enero - 16:35 NRG Stadium      | 5 de enero - 16:35 NRG Stadium      | 5 de enero - 16:35 NRG Stadium      | 2 | New England Patriots | 37                                   | 12 de enero - 16:35 Arrowhead Stadium             |                                      |                                             |                                             |                                             |                        |                        |  |  |            |            |            |
|  | 5 de enero - 16:35 NRG Stadium      | 5 de enero - 16:35 NRG Stadium      | 5 de enero - 16:35 NRG Stadium      |   | 1                    | Kansas City Chiefs                   | 31                                                |                                      |                                             |                                             |                                             |                        |                        |  |  |            |            |            |
|  | 5 de enero - 16:35 NRG Stadium      | 5 de enero - 16:35 NRG Stadium      | 5 de enero - 16:35 NRG Stadium      |   | 1                    | Kansas City Chiefs                   | 31                                                |                                      |                                             |                                             |                                             |                        |                        |  |  |            |            |            |
|  | 6                                   | Indianapolis Colts                  | 21                                  |   |                      |                                      |                                                   |                                      |                                             |                                             |                                             |                        |                        |  |  |            |            |            |
|  | 6                                   | Indianapolis Colts                  | 21                                  | 6 | Indianapolis Colts   | 13                                   |                                                   |                                      |                                             |                                             |                                             |                        |                        |  |  |            |            |            |
|  | 3                                   | Houston Texans                      | 7                                   | 6 | Indianapolis Colts   | 13                                   |                                                   |                                      | 3 de febrero - 18:30 Mercedes-Benz Stadium  | 3 de febrero - 18:30 Mercedes-Benz Stadium  | 3 de febrero - 18:30 Mercedes-Benz Stadium  |                        |                        |  |  |            |            |            |
|  | 3                                   | Houston Texans                      | 7                                   | 1 | Kansas City Chiefs   | 31                                   |                                                   |                                      | 3 de febrero - 18:30 Mercedes-Benz Stadium  | 3 de febrero - 18:30 Mercedes-Benz Stadium  | 3 de febrero - 18:30 Mercedes-Benz Stadium  |                        |                        |  |  |            |            |            |
|  |                                     |                                     |                                     | 1 | Kansas City Chiefs   | 31                                   |                                                   |                                      |                                             | 3 de febrero - 18:30 Mercedes-Benz Stadium  | 3 de febrero - 18:30 Mercedes-Benz Stadium  |                        |                        |  |  |            |            |            |
|  |                                     |                                     |                                     |   |                      |                                      |                                                   |                                      |                                             | 3 de febrero - 18:30 Mercedes-Benz Stadium  | 3 de febrero - 18:30 Mercedes-Benz Stadium  |                        |                        |  |  |            |            |            |
|  | 5 de enero - 20:15 AT&T Stadium     | 5 de enero - 20:15 AT&T Stadium     | 5 de enero - 20:15 AT&T Stadium     | 2 | New England Patriots | 13                                   |                                                   |                                      |                                             |                                             |                                             |                        |                        |  |  |            |            |            |
|  | 5 de enero - 20:15 AT&T Stadium     | 5 de enero - 20:15 AT&T Stadium     | 5 de enero - 20:15 AT&T Stadium     | 2 | New England Patriots | 13                                   | 12 de enero - 20:15 Los Angeles Memorial Coliseum |                                      |                                             |                                             |                                             |                        |                        |  |  |            |            |            |
|  | 5 de enero - 20:15 AT&T Stadium     | 5 de enero - 20:15 AT&T Stadium     | 5 de enero - 20:15 AT&T Stadium     |   | 2                    | Los Angeles Rams                     | 3                                                 |                                      |                                             |                                             |                                             |                        |                        |  |  |            |            |            |
|  | 5 de enero - 20:15 AT&T Stadium     | 5 de enero - 20:15 AT&T Stadium     | 5 de enero - 20:15 AT&T Stadium     |   | 2                    | Los Angeles Rams                     | 3                                                 |                                      |                                             |                                             |                                             |                        |                        |  |  |            |            |            |
|  | 5                                   | Seattle Seahawks                    | 22                                  |   |                      |                                      |                                                   |                                      |                                             |                                             |                                             |                        |                        |  |  |            |            |            |
|  | 5                                   | Seattle Seahawks                    | 22                                  | 4 | Dallas Cowboys       | 22                                   |                                                   |                                      |                                             |                                             |                                             |                        |                        |  |  |            |            |            |
|  | 4                                   | Dallas Cowboys                      | 24                                  | 4 | Dallas Cowboys       | 22                                   |                                                   |                                      | 20 de enero - 15:05 Mercedes-Benz Superdome | 20 de enero - 15:05 Mercedes-Benz Superdome | 20 de enero - 15:05 Mercedes-Benz Superdome |                        |                        |  |  |            |            |            |
|  | 4                                   | Dallas Cowboys                      | 24                                  | 2 | Los Angeles Rams     | 30                                   |                                                   |                                      | 20 de enero - 15:05 Mercedes-Benz Superdome | 20 de enero - 15:05 Mercedes-Benz Superdome | 20 de enero - 15:05 Mercedes-Benz Superdome |                        |                        |  |  |            |            |            |
|  |                                     |                                     |                                     | 2 | Los Angeles Rams     | 30                                   |                                                   |                                      | 20 de enero - 15:05 Mercedes-Benz Superdome | 20 de enero - 15:05 Mercedes-Benz Superdome | 20 de enero - 15:05 Mercedes-Benz Superdome |                        |                        |  |  |            |            |            |
|  |                                     |                                     |                                     |   |                      |                                      |                                                   |                                      | 20 de enero - 15:05 Mercedes-Benz Superdome | 20 de enero - 15:05 Mercedes-Benz Superdome | 20 de enero - 15:05 Mercedes-Benz Superdome |                        |                        |  |  |            |            |            |
|  | 6 de enero - 16:40 Soldier Field    | 6 de enero - 16:40 Soldier Field    | 6 de enero - 16:40 Soldier Field    | 2 | Los Angeles Rams     | 26                                   |                                                   |                                      |                                             |                                             |                                             |                        |                        |  |  |            |            |            |
|  | 6 de enero - 16:40 Soldier Field    | 6 de enero - 16:40 Soldier Field    | 6 de enero - 16:40 Soldier Field    | 2 | Los Angeles Rams     | 26                                   | 13 de enero - 16:40 Mercedes-Benz Superdome       |                                      |                                             |                                             |                                             |                        |                        |  |  |            |            |            |
|  | 6 de enero - 16:40 Soldier Field    | 6 de enero - 16:40 Soldier Field    | 6 de enero - 16:40 Soldier Field    |   | 1                    | New Orleans Saints                   | 23                                                |                                      |                                             |                                             |                                             |                        |                        |  |  |            |            |            |
|  | 6 de enero - 16:40 Soldier Field    | 6 de enero - 16:40 Soldier Field    | 6 de enero - 16:40 Soldier Field    |   | 1                    | New Orleans Saints                   | 23                                                |                                      |                                             |                                             |                                             |                        |                        |  |  |            |            |            |
|  | 6                                   | Philadelphia Eagles                 | 16                                  |   |                      |                                      |                                                   |                                      |                                             |                                             |                                             |                        |                        |  |  |            |            |            |
|  | 6                                   | Philadelphia Eagles                 | 16                                  | 6 | Philadelphia Eagles  | 14                                   |                                                   |                                      |                                             |                                             |                                             |                        |                        |  |  |            |            |            |
|  | 3                                   | Chicago Bears                       | 15                                  | 6 | Philadelphia Eagles  | 14                                   |                                                   |                                      |                                             |                                             |                                             |                        |                        |  |  |            |            |            |
|  | 3                                   | Chicago Bears                       | 15                                  | 1 | New Orleans Saints   | 20                                   |                                                   |                                      |                                             |                                             |                                             |                        |                        |  |  |            |            |            |
|  |                                     |                                     |                                     | 1 | New Orleans Saints   | 20                                   |                                                   |                                      |                                             |                                             |                                             |                        |                        |  |  |            |            |            |

- Local en cada partido: El local en cada partido es el equipo mejor clasificado, el equipo de abajo en el cuadro, excepto en el Super Bowl que es un estadio neutral.

### Partidos
| Fecha                  | Inicio          | Local                | Resultado       | Visitante            | Estadio                                                |
| Ronda Wild Card        | Ronda Wild Card | Ronda Wild Card      | Ronda Wild Card | Ronda Wild Card      | Ronda Wild Card                                        |
| ---------------------- | --------------- | -------------------- | --------------- | -------------------- | ------------------------------------------------------ |
| 5 de enero de 2019     | 16:35           | Houston Texans       | 7 - 21          | Indianapolis Colts   | NRG Stadium, Houston, Texas                            |
| 5 de enero de 2019     | 20:15           | Dallas Cowboys       | 24 - 22         | Seattle Seahawks     | AT&T Stadium, Arlington, Texas                         |
| 6 de enero de 2019     | 13:05           | Baltimore Ravens     | 17 - 23         | Los Angeles Chargers | M&T Bank Stadium, Baltimore, Maryland                  |
| 6 de enero de 2019     | 16:40           | Chicago Bears        | 15 - 16         | Philadelphia Eagles  | Soldier Field, Chicago, Illinois                       |
| Ronda divisional       |                 |                      |                 |                      |                                                        |
| 12 de enero de 2019    | 16:35           | Kansas City Chiefs   | 31 - 13         | Indianapolis Colts   | Arrowhead Stadium, Kansas City, Misuri                 |
| 12 de enero de 2019    | 20:15           | Los Angeles Rams     | 30 - 22         | Dallas Cowboys       | Los Angeles Memorial Coliseum, Los Ángeles, California |
| 13 de enero de 2019    | 13:05           | New England Patriots | 41 - 28         | Los Angeles Chargers | Gillette Stadium, Foxborough, Massachusetts            |
| 13 de enero de 2019    | 16:40           | New Orleans Saints   | 20 - 14         | Philadelphia Eagles  | Mercedes-Benz Superdome, Nueva Orleans, Luisiana       |
| Finales de conferencia |                 |                      |                 |                      |                                                        |
| 20 de enero de 2019    | 15:05           | New Orleans Saints   | 23 - 26         | Los Angeles Rams     | Mercedes-Benz Superdome, Nueva Orleans, Luisiana       |
| 20 de enero de 2019    | 18:40           | Kansas City Chiefs   | 31 - 37         | New England Patriots | Arrowhead Stadium, Kansas City, Misuri                 |
| Super Bowl LIII        |                 |                      |                 |                      |                                                        |
| 3 de febrero de 2019   | 18:30           | Los Angeles Rams     | 3 - 13          | New England Patriots | Mercedes-Benz Stadium, Atlanta, Georgia                |

CAMPEÓN

New England Patriots

6ª Super Bowl

## Premios

### Individuales
| Premio                       | Ganador         | Posición              | Equipo              |
| ---------------------------- | --------------- | --------------------- | ------------------- |
| Jugador Más Valioso          | Patrick Mahomes | Quarterback           | Kansas City Chiefs  |
| Jugador Ofensivo del Año     | Patrick Mahomes | Quarterback           | Kansas City Chiefs  |
| Jugador Defensivo del Año    | Aaron Donald    | Defensive tackle      | Los Angeles Rams    |
| Entrenador del Año           | Matt Nagy       | Entrenador            | Chicago Bears       |
| Entrenador Asistente del Año | Vic Fangio      | Coordinador defensivo | Chicago Bears       |
| Rookie del Año               | Saquon Barkley  | Running back          | New York Giants     |
| Rookie Ofensivo del Año      | Saquon Barkley  | Running back          | New York Giants     |
| Rookie Defensivo del Año     | Darius Leonard  | Linebacker            | Indianapolis Colts  |
| Jugador Regreso del Año      | Andrew Luck     | Quarterback           | Indianapolis Colts  |
| Hombre del Año               | Chris Long      | Defensive end         | Philadelphia Eagles |
| Ejecutivo del Año            | Chris Ballard   | Gerente general       | Indianapolis Colts  |

### Equipo All-Pro
| Ofensivo         | Ofensivo                                             |
| ---------------- | ---------------------------------------------------- |
| Quarterback      | Patrick Mahomes, Kansas City                         |
| Running back     | Todd Gurley, L. A. Rams                              |
| Flex             | Tyreek Hill, Kansas City                             |
| Wide receiver    | Michael Thomas, New Orleans DeAndre Hopkins, Houston |
| Tight end        | Travis Kelce, Kansas City                            |
| Tackle izquierdo | David Bakhtiari, Green Bay                           |
| Guard izquierdo  | Quenton Nelson, Indianapolis                         |
| Center           | Jason Kelce, Philadelphia                            |
| Guard derecho    | Zack Martin, Dallas                                  |
| Tackle derecho   | Mitchell Schwartz, Kansas City                       |

| Defensivo        | Defensivo                                                                 |
| ---------------- | ------------------------------------------------------------------------- |
| Edge rusher      | J. J. Watt, Houston Khalil Mack, Chicago                                  |
| Interior lineman | Aaron Donald, L. A. Rams Fletcher Cox, Philadelphia                       |
| Linebacker       | Luke Kuechly, Carolina Bobby Wagner, Seattle Darius Leonard, Indianapolis |
| Cornerback       | Kyle Fuller, Chicago Stephon Gilmore, New England                         |
| Safety           | Eddie Jackson, Chicago Derwin James, L. A. Chargers                       |
| Defensive back   | Desmond King, L. A. Chargers                                              |

| Kicker          | Justin Tucker, Baltimore        |
| Punter          | Michael Dickson, Seattle        |
| Kick returner   | Andre Roberts, N. Y. Jets       |
| Punt returner   | Tarik Cohen, Chicago            |
| Equipo especial | Adrian Phillips, L. A. Chargers |

### Jugador de la Semana/Mes
Los siguientes fueron elegidos jugadores de la semana y del mes durante la temporada 2018:
| Semana/Mes | Jugador ofensivo                 | Jugador ofensivo                 | Jugador defensivo             | Jugador defensivo                  | Equipo especial                 | Equipo especial                   |
| Semana/Mes | AFC                              | NFC                              | AFC                           | NFC                                | AFC                             | NFC                               |
| ---------- | -------------------------------- | -------------------------------- | ----------------------------- | ---------------------------------- | ------------------------------- | --------------------------------- |
| 1          | Patrick Mahomes QB (Chiefs)      | Ryan Fitzpatrick QB (Buccaneers) | T. J. Watt OLB (Steelers)     | Harrison Smith FS (Vikings)        | Jakeem Grant WR-KR (Dolphins)   | Greg Zuerlein K (Rams)            |
| 2          | Patrick Mahomes QB (Chiefs)      | Ryan Fitzpatrick QB (Buccaneers) | Darius Leonard OLB (Colts)    | Danny Trevathan ILB (Bears)        | Dane Cruikshank SS (Titans)     | Robbie Gould K (49ers)            |
| 3          | Ben Roethlisberger QB (Steelers) | Drew Brees QB (Saints)           | Matt Milano OLB (Bills)       | Efe Obada DE (Panthers)            | Justin Tucker K (Ravens)        | Blake Countess SS (Rams)          |
| 4          | Marcus Mariota QB (Titans)       | Jared Goff QB (Rams)             | Jadeveon Clowney OLB (Texans) | Demario Davis ILB (Saints)         | Dwayne Harris WR-KR (Raiders)   | Brett Maher K (Cowboys)           |
| Sept.      | Patrick Mahomes QB (Chiefs)      | Jared Goff QB (Rams)             | J. J. Watt DE (Texans)        | Khalil Mack OLB (Bears)            | Justin Tucker K (Ravens)        | Wil Lutz K (Saints)               |
| 5          | Isaiah Crowell RB (Jets)         | Drew Brees QB (Saints)           | T. J. Watt OLB (Steelers)     | Chandler Jones DE (Cardinals)      | Denzel Ward CB (Browns)         | Graham Gano K (Panthers)          |
| 6          | Albert Wilson WR (Dolphins)      | Todd Gurley RB (Rams)            | Za'Darius Smith OLB (Ravens)  | Frank Clark DE (Seahawks)          | Jason Myers K (Jets)            | Mason Crosby K (Packers)          |
| 7          | Emmanuel Sanders WR (Broncos)    | Cam Newton QB (Panthers)         | Mike Mitchell FS (Colts)      | Aaron Donald DT (Rams)             | Dont'a Hightower OLB (Patriots) | Giorgio Tavecchio K (Falcons)     |
| 8          | James Conner RB (Steelers)       | Adrian Peterson RB (Redskins)    | Dee Ford OLB (Chiefs)         | P. J. Williams CB (Saints)         | Adam Vinatieri K (Colts)        | Michael Dickson P (Seahawks)      |
| Oct.       | James Conner RB (Steelers)       | Todd Gurley RB (Rams)            | Dee Ford OLB (Chiefs)         | Aaron Donald DT (Rams)             | Stephen Gostkowski K (Patriots) | Graham Gano K (Panthers)          |
| 9          | Kareem Hunt RB (Chiefs)          | Michael Thomas WR (Saints)       | Desmond King CB (Chargers)    | Danielle Hunter DE (Vikings)       | Matt Haack P (Dolphins)         | Bradley Pinion P (49ers)          |
| 10         | Ben Roethlisberger QB (Steelers) | Mitchell Trubisky QB (Bears)     | Wesley Woodyard ILB (Titans)  | Leighton Vander Esch MLB (Cowboys) | Stephen Hauschka K (Bills)      | Tress Way P (Redskins)            |
| 11         | Andrew Luck QB (Colts)           | Saquon Barkley RB (Giants)       | Von Miller OLB (Broncos)      | Samson Ebukam OLB (Rams)           | Daniel Carlson K (Raiders)      | Cody Parkey K (Bears)             |
| 12         | Philip Rivers QB (Chargers)      | Amari Cooper WR (Cowboys)        | J. J. Watt DE (Texans)        | Eddie Jackson S (Bears)            | Cyrus Jones CB-PR (Ravens)      | Sebastian Janikowski K (Seahawks) |
| Nov.       | Andrew Luck QB (Colts)           | Drew Brees QB (Saints)           | Chris Jones DE (Chiefs)       | Eddie Jackson S (Bears)            | Justin Tucker K (Ravens)        | Michael Dickson P (Seahawks)      |
| 13         | Phillip Lindsay RB (Broncos)     | Todd Gurley RB (Rams)            | Xavien Howard CB (Dolphins)   | Bobby Wagner LB (Seahawks)         | Desmond King CB-KR (Chargers)   | Aldrick Rosas K (Giants)          |
| 14         | Derrick Henry RB (Titans)        | Amari Cooper WR (Cowboys)        | Denico Autry DE (Colts)       | Darius Slay CB (Lions)             | Michael Badgley K (Chargers)    | Taysom Hill QB-KR (Saints)        |
| 15         | Mike Williams WR (Chargers)      | Dalvin Cook RB (Vikings)         | Joe Haden CB (Steelers)       | Grady Jarrett DT (Falcons)         | Ka'imi Fairbairn K (Texans)     | Robbie Gould K (49ers)            |
| 16         | Baker Mayfield QB (Browns)       | Nick Foles QB (Eagles)           | Patrick Onwuasor LB (Ravens)  | Aaron Donald DT (Rams)             | Dwayne Harris WR-KR (Raiders)   | Brett Maher K (Cowboys)           |
| 17         | Josh Allen QB (Bills)            | Blake Jarwin TE (Cowboys)        | Darius Leonard OLB (Colts)    | Fletcher Cox DT (Eagles)           | Justin Tucker K (Ravens)        | Matt Prater K (Lions)             |
| Dec.       | Derrick Henry RB (Titans)        | Chris Carson RB (Seahawks)       | Darius Leonard OLB (Colts)    | Aaron Donald DT (Rams)             | Ka'imi Fairbairn K (Texans)     | Robbie Gould K (49ers)            |

### Rookie del Mes
| Mes   | Rookie                     | Rookie                             |
| Mes   | Ofensivo                   | Defensivo                          |
| ----- | -------------------------- | ---------------------------------- |
| Sept. | Calvin Ridley WR (Falcons) | Darius Leonard OLB (Colts)         |
| Oct.  | Quenton Nelson G (Colts)   | Bradley Chubb OLB (Broncos)        |
| Nov.  | Baker Mayfield QB (Browns) | Leighton Vander Esch OLB (Cowboys) |
| Dec.  | Lamar Jackson QB (Ravens)  | Tremaine Edmunds MLB (Bills)       |